# بورش 914
بورش 914 (بالإنجليزية: Porsche 914)‏ هي سيارة رياضية تم إنتاجها من قبل كل من بورشه وفولكسفاجن بين سنوات 1969-1976.

## وصلات خارجية
- موقع بورشه الرسمي